# Битва біля Мерешті
Битва біля Мерешті (рум. Bătălia de la Mărăști) — битва між румунсько-російськими та німецько-австрійськими військами на сході Румунії під час Першої світової війни. Вона проходила з 22 липня по 1 серпня 1917 року і була однією з головних битв на румунській землі у світовій війні. За задумом об'єднані румунсько-російські війська мали оточити головні сили німецької 9-ї армії. Однак, через розпад російської армії та революційні події в Російській республіці, повноцінної операція не стала, румунські війська здобули лишень тактичну перемогу. Водночас, перемога в цій битві сильно сприяла піднесенню морального духу румунської армії та місцевого населення у війні проти окупантів.

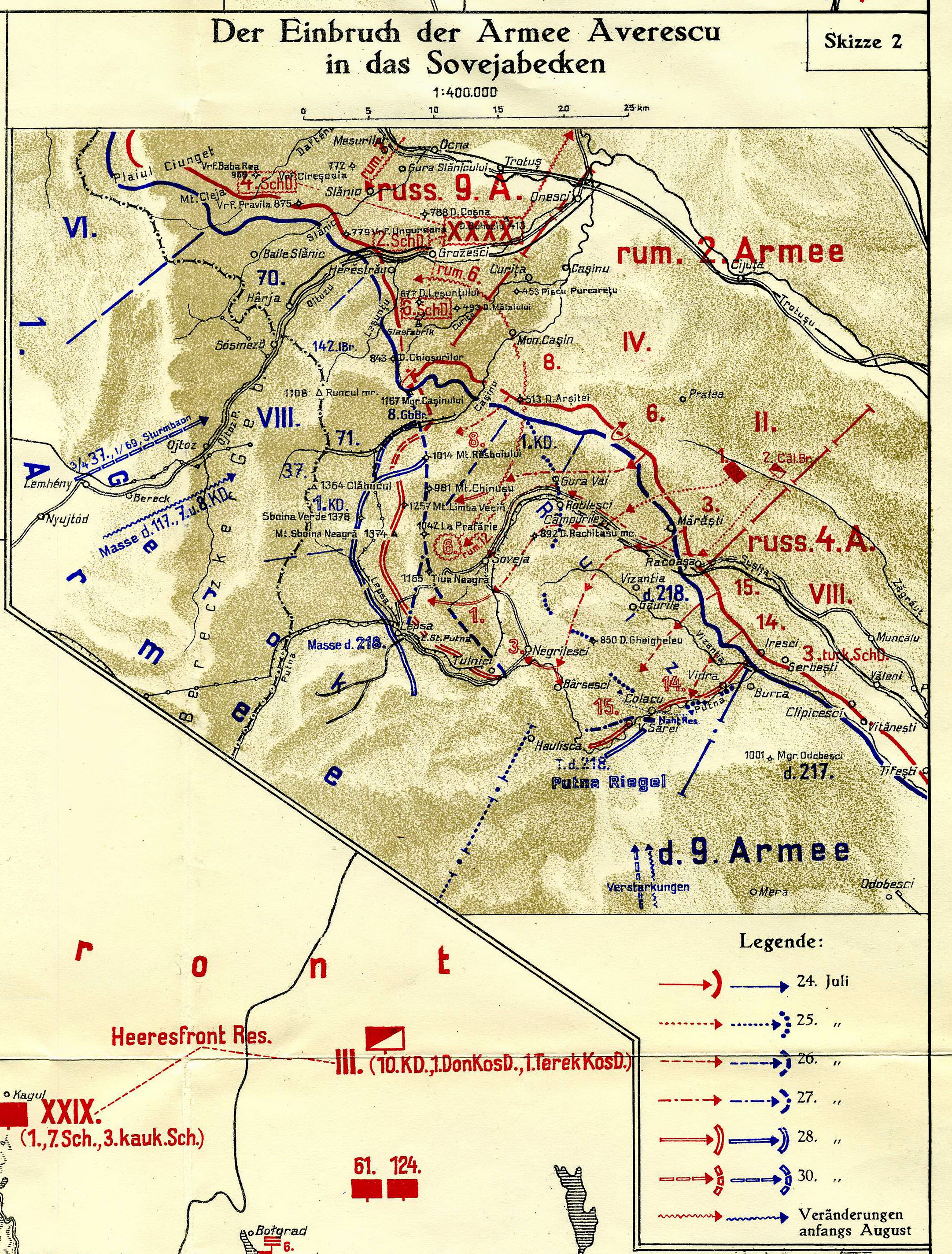
Схема битви біля Мерешті. 1917

## Історія
На момент початку операції ситуація на фронті Мерешті-Немолоаса була наступною: 2-га румунська армія оборонялася між пагорбом Аршица-Моканулуй і комуною Рекоаса. На її правому фланзі стояла 9-та російська армія, на лівому — 4-та російська армія. Кожна з трьох дивізій першого ешелону 2-ї армії займала близько 12 км фронту. Румунам протистояв правий фланг 1-ї австро-угорської армії; точніше, це були окремі частини німецького корпусу генерала фон Герока. Основні сили Австро-Угорщини були розміщені між пагорбами Момая та пагорбами Аршіца Моканулуй. Кожна австро-угорська дивізія оборонялася у смузі близько 12 км фронту.
9 (22) липня 1917 року Румунський фронт розпочав наступальну операцію. Артилерійська підготовка тривала два дні. 11 (24) липня війська 2-ї румунської та 4-ї російської армій перейшли в атаку. Їхній удар припав по правому флангу 1-ї австро-угорської армії — 24-му німецькому резервному корпусу генерала Герока. Російсько-румунські війська атакували чотирма дивізіями 2-ї румунської армії під командуванням генерала Александру Авереску, а також трьома дивізіями російського 8-го корпусу. Вони мали чисельну перевагу 2,7:1 у піхоті та 1,6:1 в артилерії. Крім того, на центральній ділянці смуги прориву в Мерешті румунська 3-тя піхотна дивізія мала перевагу 4,3:1 в піхоті та 1,4:1 в артилерії.
До 19 липня (1 серпня) румунсько-російські війська прорвали фронт противника на 30-кілометровій гірській ділянці фронту й просунулися місцями на глибину до 20 км. Одночасно на Нижньому Сереті проходила артпідготовка перед наступом 1-ї румунської армії. Операція обіцяла безперечний успіх. Однак ще 12 (25) липня, внаслідок загальної несприятливої обстановки на фронтах, викликаної розпадом російської армії, що посилювався, Керенський наказав зупинити подальше просування. Голова Тимчасового уряду намагався віддавати накази діючій армії в обхід Ставки, ігноруючи Верховного Головнокомандувача. Але Керенський це зробив і миттєво паралізував війська. Його телеграма через солдатські комітети стала відома військам і солдати заявили своїм командирам, що наступ скасовується «за наказом Керенського». Вся тривала попередня підготовка, перші перемоги та втрати все виявилося марним. Як писав військовий історик А. А. Керсновський: «.. піднесений настрій, який обіцяв наступного дня перейти в переможний прорив, змінився відразу озлобленою втомленою байдужістю. Рука, що вже заносила меч над головою ворога, раптом здригнулася, опустилася і випустила зброю».
Румунські війська, підтримані артилерією 4-ї армії, ще деякий час наступали і успішно завершили бій, але не здобувши рішучих результатів. Таким чином, битва при Мерешті завершилася тактичною перемогою румунсько-російських військ. За час битви було взято в полон 3 тис. людей та 43 гармати.
Битва під Мерешті стала важливим поворотним моментом у розвитку подій на Румунському фронті, а також значно підняла моральний дух румунських військ. Реорганізовані та ретельно навчені, пройшовши кампанію 1916 року, румунські війська показали себе противником, спроможним створити проблему і навіть перемогти відомі німецькі та австро-угорські армії. Результат цієї битви був обумовлений не тільки тактичними здібностями як румунських офіцерів, так і румунських артилеристів, їх хорошою взаємодією з сухопутними військами, а також рішучістю та стійкістю в бою румунських солдатів, але також дорогоцінною допомогою місцевих жителів, які надавали розвідувальні дані про дії ворога та направляли румунські війська гірськими стежками до флангів ворога і навіть у тил.